# Râul Sălaș
Râul Sălaș este un curs de apă, afluent al râului Strei. 

## Hărți
- Harta județului Hunedoara
- Harta Munților Retezat  Arhivat în 10 iulie 2012, la Wayback Machine.